# البطولات الأسترالية 1935 (كرة مضرب)
هنا قائمة بالبطولات الأسترالية لكرة المضرب, المعروفة الآن باسم أستراليا المفتوحة لسنة 1935:

## الكبار

### فردي رجال
جاك كروافورد هزم  فريد بيري 2-6 6-4 6-4 6-4

### فردي سيدات
دوروثي راوند ليتل هزم  نانسي لايل غلوفر 1-6, 6-1, 6-3